# Grub (Turingia)
Pentru alte semnificații ale denumirii „Grub” vezi articolul de dezambiguizare Grub.
Grub este o comună din landul Turingia, Germania.
1. ↑  Alle politisch selbständigen Gemeinden mit ausgewählten Merkmalen am 31.12.2018 (4. Quartal) (în germană), Statistisches Bundesamt[*], arhivat din original la 10 martie 2019, accesat în 10 martie 2019